# Fløng
Fløng – miasto w Danii w gminie Høje-Taastrup. Około 11 079 mieszkańców. Ośrodek przemysłowy.